# Cobannus
Cobannus oder Gobanos ist der Name eines Schmiedegottes bei den Galliern. Sein Name bedeutet „Schmied“.
Dem Gott Cobannus wurden mehrere Statuen gewidmet, die in den späten 1980ern zusammen mit einem Bronzegefäß an einem unbekannten Ort in Frankreich gefunden wurden. Eine Weiheinschrift ist auf einem der Gegenstände erhalten. Diese Artefakte wurden illegal in die USA verbracht und befinden sich heute im Getty Center in Kalifornien. Eine Dedikationsinschrift aus Fontenay-près-Vézelay, römische Provinz Gallia Lugdunensis, ist ebenfalls dem Augustus Cobannus gewidmet. Eine die Namensvariante Gobanos nennende Inschrift stammt aus Canterbury in Kent; ein weiterer Beleg für Gobanos liegt möglicherweise im Berner Zinktäfelchen vor.
Der gallische Gott ist verwandt mit dem walisischen Schmiedgott Govannon und dem irischen Schmiedgott Goibniu.
Der Name leitet sich aus der keltischen Wurzel *gobn̩n / gobenn-, altirisch gob(a)e, Genitiv gobann, mittelkymrisch gof, Plural goveyn (alle „Schmied“), ab.